# Moragne
Moragne és un municipi francès situat al departament del Charente Marítim i a la regió de la Nova Aquitània. L'any 2007 tenia 448 habitants.

## Demografia

### Població
El 2007 la població de fet de Moragne era de 448 persones. Hi havia 174 famílies de les quals 32 eren unipersonals (20 homes vivint sols i 12 dones vivint soles), 67 parelles sense fills i 75 parelles amb fills.
La població ha evolucionat segons el següent gràfic:
Habitants censats

### Habitatges
El 2007 hi havia 207 habitatges, 174 eren l'habitatge principal de la família, 19 eren segones residències i 14 estaven desocupats. 201 eren cases i 4 eren apartaments. Dels 174 habitatges principals, 143 estaven ocupats pels seus propietaris, 27 estaven llogats i ocupats pels llogaters i 4 estaven cedits a títol gratuït; 1 tenia una cambra, 6 en tenien dues, 13 en tenien tres, 52 en tenien quatre i 102 en tenien cinc o més. 153 habitatges disposaven pel capbaix d'una plaça de pàrquing. A 63 habitatges hi havia un automòbil i a 109 n'hi havia dos o més.

### Piràmide de població
La piràmide de població per edats i sexe el 2009 era:
| Homes | Edats   | Dones |
| ----- | ------- | ----- |
| 0     | 95 o +  | 0     |
| 0     | 90 a 94 | 4     |
| 0     | 85 a 89 | 4     |
| 0     | 80 a 84 | 4     |
| 4     | 75 a 79 | 0     |
| 4     | 70 a 74 | 8     |
| 12    | 65 a 69 | 12    |
| 8     | 60 a 64 | 8     |
| 4     | 55 a 59 | 0     |
| 16    | 50 a 54 | 24    |
| 16    | 45 a 49 | 24    |
| 20    | 40 a 44 | 8     |
| 16    | 35 a 39 | 12    |
| 16    | 30 a 34 | 24    |
| 8     | 25 a 29 | 16    |
| 12    | 20 a 24 | 4     |
| 8     | 15 a 19 | 36    |
| 12    | 10 a 14 | 28    |
| 0     | 5 a 9   | 16    |
| 12    | 0 a 4   | 4     |

## Economia
El 2007 la població en edat de treballar era de 300 persones, 231 eren actives i 69 eren inactives. De les 231 persones actives 218 estaven ocupades (124 homes i 94 dones) i 13 estaven aturades (1 home i 12 dones). De les 69 persones inactives 31 estaven jubilades, 20 estaven estudiant i 18 estaven classificades com a «altres inactius».

### Ingressos
El 2009 a Moragne hi havia 181 unitats fiscals que integraven 470,5 persones, la mediana anual d'ingressos fiscals per persona era de 16.420 €.

### Activitats econòmiques
Dels 17 establiments que hi havia el 2007, 10 eren d'empreses de construcció, 2 d'empreses de comerç i reparació d'automòbils, 1 d'una empresa de transport, 1 d'una empresa d'hostatgeria i restauració, 2 d'empreses de serveis i 1 d'una empresa classificada com a «altres activitats de serveis».
Dels 8 establiments de servei als particulars que hi havia el 2009, 1 era un guixaire pintor, 3 fusteries, 2 lampisteries i 2 electricistes.
L'any 2000 a Moragne hi havia 17 explotacions agrícoles que ocupaven un total de 1.120 hectàrees.

## Equipaments sanitaris i escolars
El 2009 hi havia una escola elemental integrada dins d'un grup escolar amb les comunes properes formant una escola dispersa.

## Poblacions més properes
El següent diagrama mostra les poblacions més properes.